# 588 Achilles
588 Achilles / 588 Ahile este un asteroid descoperit de astronomul Max Wolf la data de 22 februarie 1906.

## Denumire
Asteroidul a primit numele eroului mitic Ahile din Iliada de Homer.

## Caracteristici
A fost primul  asteroid troian descoperit. Își împarte orbita în jurul Soarelui cu Jupiter în punctul Lagrange L4, cu alte cuvinte asteroidul se află situat pe orbită cu 60° în avans, în fața lui Jupiter.
Are un diametru mediu de circa 135,47 km. Asteroidul prezintă o orbită  caracterizată de o semiaxă majoră egală cu 5,1953259 u.a. și de o excentricitate de 0,1466500, înclinată cu 10,32091° în raport cu ecliptica.